# Барделебен, Курт фон (политик)
Курт Людвиг Карл Генрих фон Бардебелен (нем. Kurt Ludwig Karl Heinrich von Bardeleben; 24 апреля 1796, имение Ринау, Восточная Пруссия — 13 февраля 1854, Кёнигсберг, Германская империя) — германский политик, член Конституционной партии в Пруссии.
Родился в семье местного политика. Посещал кёнигсбергскую гимназию, но в 17-летнем возрасте оставил её, чтобы принять участие в освободительных войнах 1813—1815 годов: в качестве добровольца в составе 2-го уланского полка он участвовал, в частности, в сражениях при Дрездене, под Кульмом и в так называемой Битве народов под Лейпцигом, а позже в битвах при Линьи и Ватерлоо.
После войны некоторое время служил в 3-м кирасирском полку под Кенигсбергом, но затем подал в отставку, женился на дочери кенигсбергского обер-президента Ауэрсвальда и жил безвыездно в своём имении, став помещиком. В 1832 году продал имение и переселился в Фишхаузен (современный Приморск). В 1834 году был избран депутатом от дворянства в прусский провинциальный ландтаг и с этого времени принимал участие во всех ландтагах. На ландтаге 1840 года он принадлежал к тем, которые обратились к королю с петицией о введении конституции. На Объединённом ландтаге 1847 года он выказал либеральное, но умеренное направление. Во время Мартовской революции Кенигсбергский округ выбрал его депутатом во Франкфуртский парламент, где он занял место в правом центре.
После убийства его шурина, генерала Ауэрсвальда 18 сентября 1848 года Барделебен оставил Франкфурт. Летом 1849 года он был выбран в Прусское национальное собрание. Барделебен держался в нём партии правой и подписал её манифест против фракции Унру. В 1852 году, когда его здоровье ухудшилось, не стал переизбираться в очередной раз.